# Jordi VI del Regne Unit
Jordi VI del Regne Unit (Sandringham, 14 de desembre de 1895 - Sandringham, 6 de febrer de 1952) fou rei del Regne Unit de la Gran Bretanya i Irlanda del Nord (1936-1952), emperador de l'Índia (1936-1947) i últim rei d'Irlanda (1936-1949). Arribà al tron de forma inesperada després de la renúncia del seu germà el rei Eduard VIII del Regne Unit per tal de casar-se amb Wallis Simpson. El protagonisme d'aquest monarca es produí arran de la importància que adquirí al llarg del conflicte de la Segona Guerra Mundial.

## Naixement i família
Nascut a la finca rural de York Cottage situada dintre de les possessions de Sandringham a Norfolk, fill del rei Jordi V quan tan sols era duc de York i hereu del seu pare el príncep de Gal·les, el futur rei Eduard VII del Regne Unit i de la princesa Alexandra de Dinamarca. La seva mare era la princesa Maria de Teck, filla del príncep Francesc de Teck i pertanyent a una branca morganàtica de la família reial de Württemberg i de la princesa Maria Adelaida del Regne Unit, filla dels ducs de Cambridge, cosins de la reina Victòria, i neta del rei Jordi III del Regne Unit. Nascut, per tant, a la recta final del període victorià.
El nou príncep britànic nasqué el 14 de desembre de 1895, una data trista per la família reial britànica, ja que era la de la mort del príncep consort Albert i la d'Alícia, marit i filla de la reina Victòria per qui la sobirana encara sentia autèntica devoció. Per tal d'amorosir aquesta coincidència es decidí posar-li el nom d'Albert en honor del seu besavi.
L'ascensió al tron de Jordi VI es produí entremig de nombrosos problemes successoris. D'una banda, el seu pare heretà després de la mort del seu germà gran, el príncep Albert Víctor del Regne Unit, a més a més, el príncep acabat de traspassar estava promès amb la que seria la muller del seu germà, la princesa de Teck. Finalment l'accés es produí després de la renúncia del rei Eduard VIII.

## Educació i casament
L'any 1909 Albert ingressà a la Royal Navy. Va ser a l'acadèmia militar fins l'accés al tron del seu pare i llavors serví a l'exèrcit britànic durant la Primera Guerra Mundial on serví a l'HMS Collingwood que participà en la batalla de Jutlàndia (1916) la qual suposà una victòria pels estats centrals, però que es destapà com una victòria estratègica de l'Entesa.
L'any 1917 ingressà a la Royal Air Force però no participà en cap acte de guerra. L'any 1920 el seu pare el va nomenar Duc de York, Comte d'Inverness i Baró de Killarney i començà a participar en els deures de la família reial britànica representant al seu pare.
El príncep Albert va tenir una gran llibertat per elegir esposa. Es casà amb Lady Elisabet Bowes-Lyon, la filla més petita del comte i la comtessa de Strathmore, que pertanyien a l'alta aristocràcia escocesa, el 26 d'abril de 1923 a l'Abadia de Westminster. Lady Elisabet va rebre el títol de Duquessa de York amb rang d'Altesa Reial.
El duc i la duquessa de York van tenir dues filles:
- SM la reina Elisabet II del Regne Unit nascuda el 21 d'abril de 1926 i morta el 2022. Es casà amb el príncep Felip de Grècia.
- SAR la princesa Margarida del Regne Unit nascuda el 1930 i morta el 2002. Es casà amb el vescomte Linley.

## Regnat

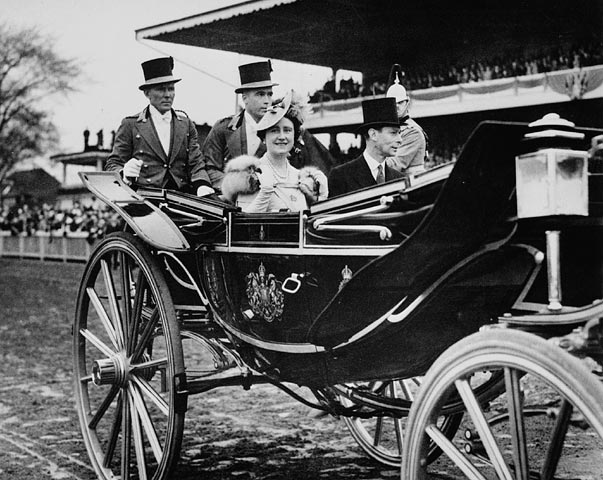
El rei Jordi VI l'any 1939 de visita al Canadà amb Elizabet Bowes-Lyon

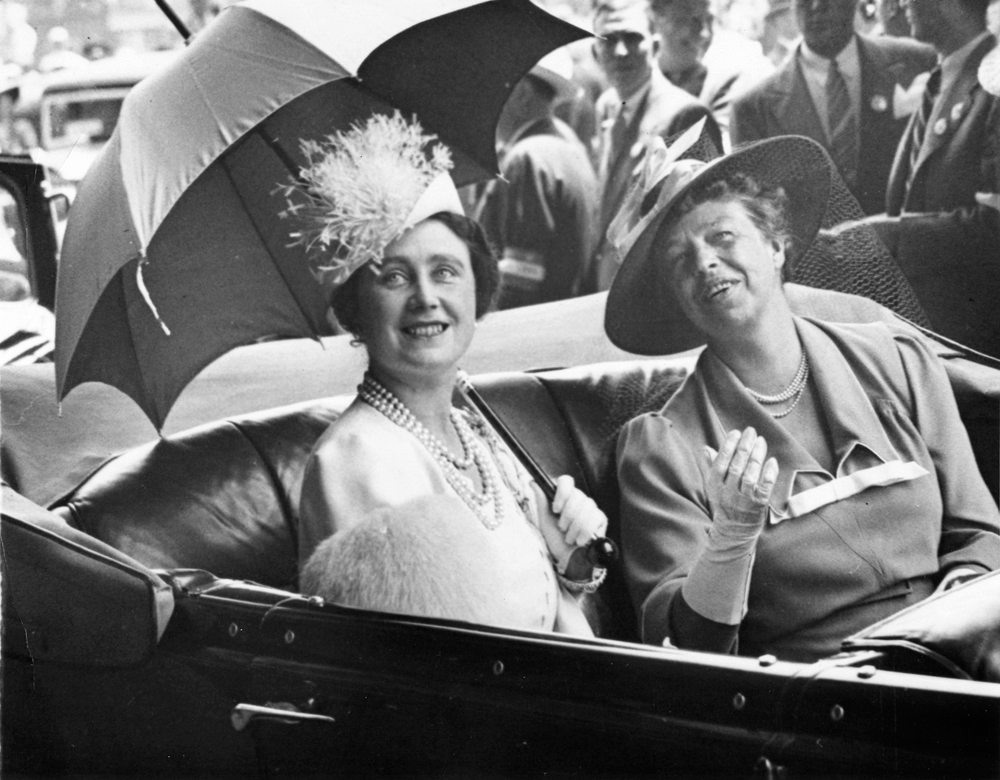
lady Elisabet Bowes-Lyon, reina del Regne Unit amb la senyora Eleanor Roosevelt, primera dama dels Estats Units

L'elecció del nom Jordi en convertir-se en monarca es feu per intentar identificar el nou monarca amb la gestió del seu pare el rei Jordi V i desvincular la corona dels escàndols previs a la seva coronació. Anteriorment, el rei Eduard VIII també havia canviat el seu nom, originalment David.
Els inicis del seu regnat van estar marcats per la polèmica arran de l'abdicació del seu germà i el casament d'aquest amb la divorciada nord-americana Wallis Simpson, sobre la figura de la qual requeien nombrosos rumors d'espia alemanya i simpatitzant del Partit Nazi, i de patir una malaltia anomenada testicularització femenina sobre la formació d'hormones masculines en el cos d'una dona.
L'esclat de la Segona Guerra Mundial i els anys previs situarien al monarca en la primera fila de les figures representatives del bàndol aliat. Els monarques donaren ple suport al primer ministre Neville Chamberlain i viatjaren als Estats Units on foren rebuts per Franklin D. Roosevelt i al Canadà. Amb l'esclat de la guerra la família decidí romandre a Londres evitant refugiar-se al Canadà, la qual cosa junt amb altres tasques desenvolupades pels diferents membres de la família reial britànica feren que aquesta aconseguís altes quotes d'acceptació i admiració popular.
Clement Attlee, el líder del Partit Laborista, va rebutjar l'oferta de Winston Churchill de continuar la coalició en temps de guerra fins a la derrota aliada del Japó i el 15 de juny de 1945 Jordi VI va dissoldre el Parlament, que portava gairebé deu anys reunit sense eleccions, i el Partit Laborista va guanyar les eleccions per majoria absoluta enmig de creixents preocupacions sobre el futur del Regne Unit en la postguerra.
L'any 1950 es convertí en el primer cap de la Commonwealth creada per Winston Churchill.

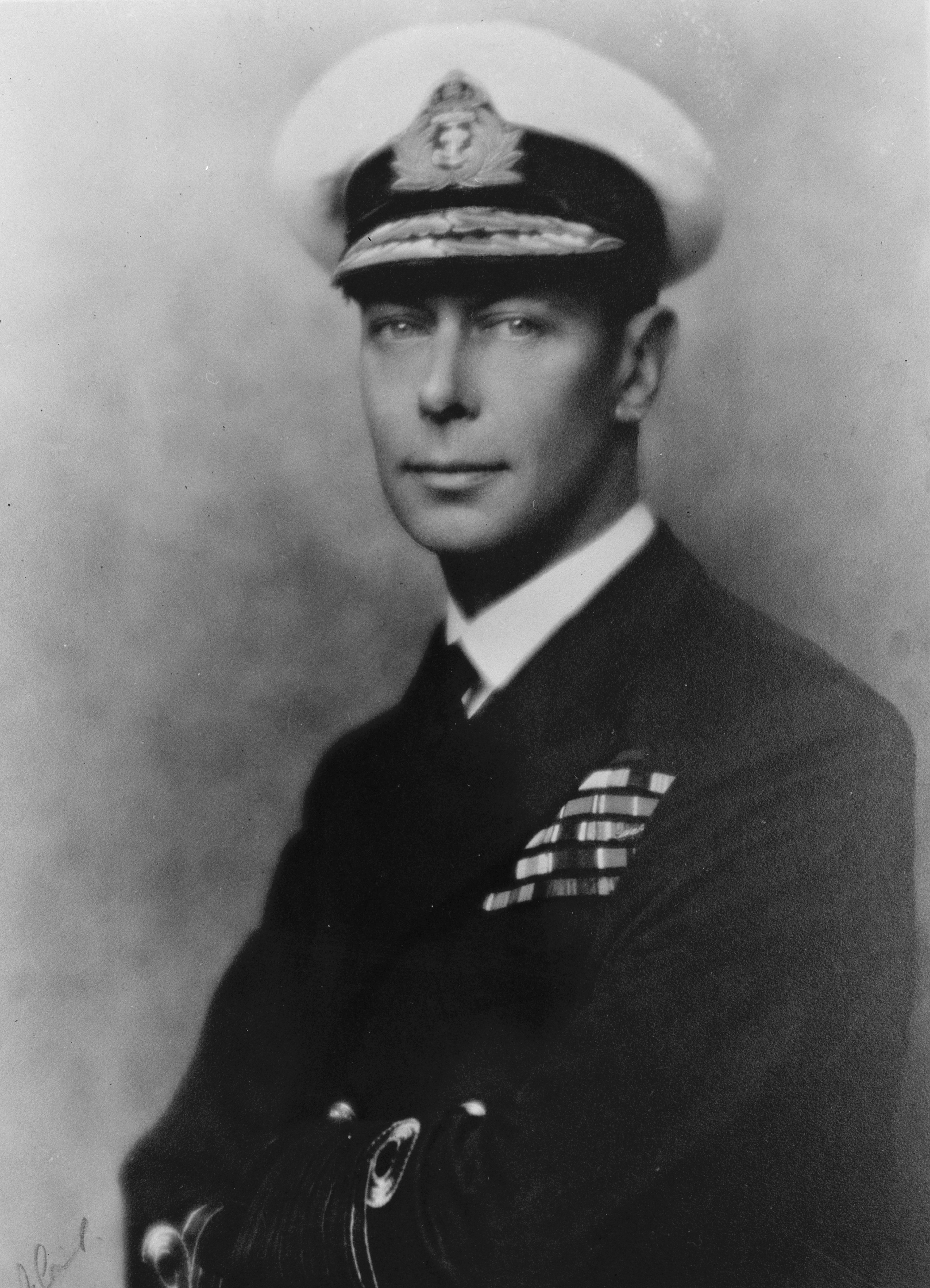
El rei Jordi VI del Regne Unit (1895-1952)

La malaltia del monarca, un càncer de pulmons, augmentava arran de la seva forta addicció al tabac. Morí a Sandringham, on havia nascut, el 1952. Fou enterrat a la Capella de Sant Jordi de Windsor, on descansen també la seva esposa (2002) i la seva filla Margarida (2002).